# Ikem Billy
Ikem Billy (ur. 25 stycznia 1964) – angielski lekkoatleta specjalizujący się w biegach średniodystansowych. 

## Sukcesy sportowe
- mistrz Anglii w biegu na 800 metrów – 1989[1]
- dwukrotny medalista halowych mistrzostw Anglii w biegu na 800 metrów: złoty (1985) oraz srebrny (1988)[2]
- mistrz Anglii juniorów w biegu na 800 metrów – 1983[3]

| Rok  | Miasto    | Zawody                      | Konkurencja   | Wynik         |
| ---- | --------- | --------------------------- | ------------- | ------------- |
| 1983 | Schwechat | Mistrzostwa Europy juniorów | bieg na 800 m | złoty medal   |
| 1984 | Göteborg  | Halowe mistrzostwa Europy   | bieg na 800 m | 4. miejsce    |
| 1985 | Paryż     | Światowe igrzyska halowe    | bieg na 800 m | brązowy medal |
| 1988 | Budapeszt | Halowe mistrzostwa Europy   | bieg na 800 m | 6. miejsce    |
| 1989 | Budapeszt | Halowe mistrzostwa świata   | bieg na 800 m | 6. miejsce    |
| 1989 | Duisburg  | Uniwersjada                 | bieg na 800 m | srebrny medal |
| 1990 | Auckland  | Igrzyska Wspólnoty Narodów  | bieg na 800 m | 5. miejsce    |

## Rekordy życiowe
- bieg na 800 metrów – 1:44,65 – Oslo 21/07/1984
- bieg na 800 metrów (hala) – 1:46,22 – Stuttgart 12/02/1989
- bieg na 1000 metrów – 2:17,96 – Londyn 14/07/1989